# Teodelap
Teodelap (Theudelapius) fou fill del primer duc Faroald I de Spoleto. Va lluitar per la successió amb un germà, i es va imposar i va succeir a Ariulf quan aquest va morir vers el 602.
Va governar independent durant cinquanta anys, fins a la seva mort el 652. El va succeir Attó.